# Vallée de l'Ingala
La vallée de l'Ingala (en russe : Ингальская долина, Ingalskaïa dolina) est une zone archéologique située entre les rivières Tobol et Isset. C'est la plus grande du sud de l'oblast de Tioumen, dans le sud de la Sibérie occidentale, en Russie. Elle appartient à la province historique et culturelle d'Isset. Elle compte 177 kourganes, 55 sites archéologiques d'importance fédérale et 5 monuments naturels régionaux.
Les sites archéologiques de la vallée s'échelonnent du Mésolithique (8e-7e millénaire avant J.-C.) au Moyen Âge (XVe siècle) et comprennent des traces de la culture d'Andronovo  et de la culture Sargat. Certains des objets sont conservés au musée de l'Ermitage en tant que collection sibérienne de Pierre le Grand,. D'autres appartenaient à la célèbre collection privée perdue du néerlandais Nicolas Witsen .

## Situation
La vallée d'Ingala est située à 75 km au sud de Tioumen, au confluent de la rivière Isset. Les frontières des districts d'Isetsk, Yalutorovsk, Zavodoukovsk et Uporovsky de l'oblast de Tioumen sont fermées. La vallée a été nommée en 1994 d'après les toponymes locaux les plus courants traduits de la langue tatare sibérienne en rapport avec les roseaux des zones humides appelées « scirpus ».

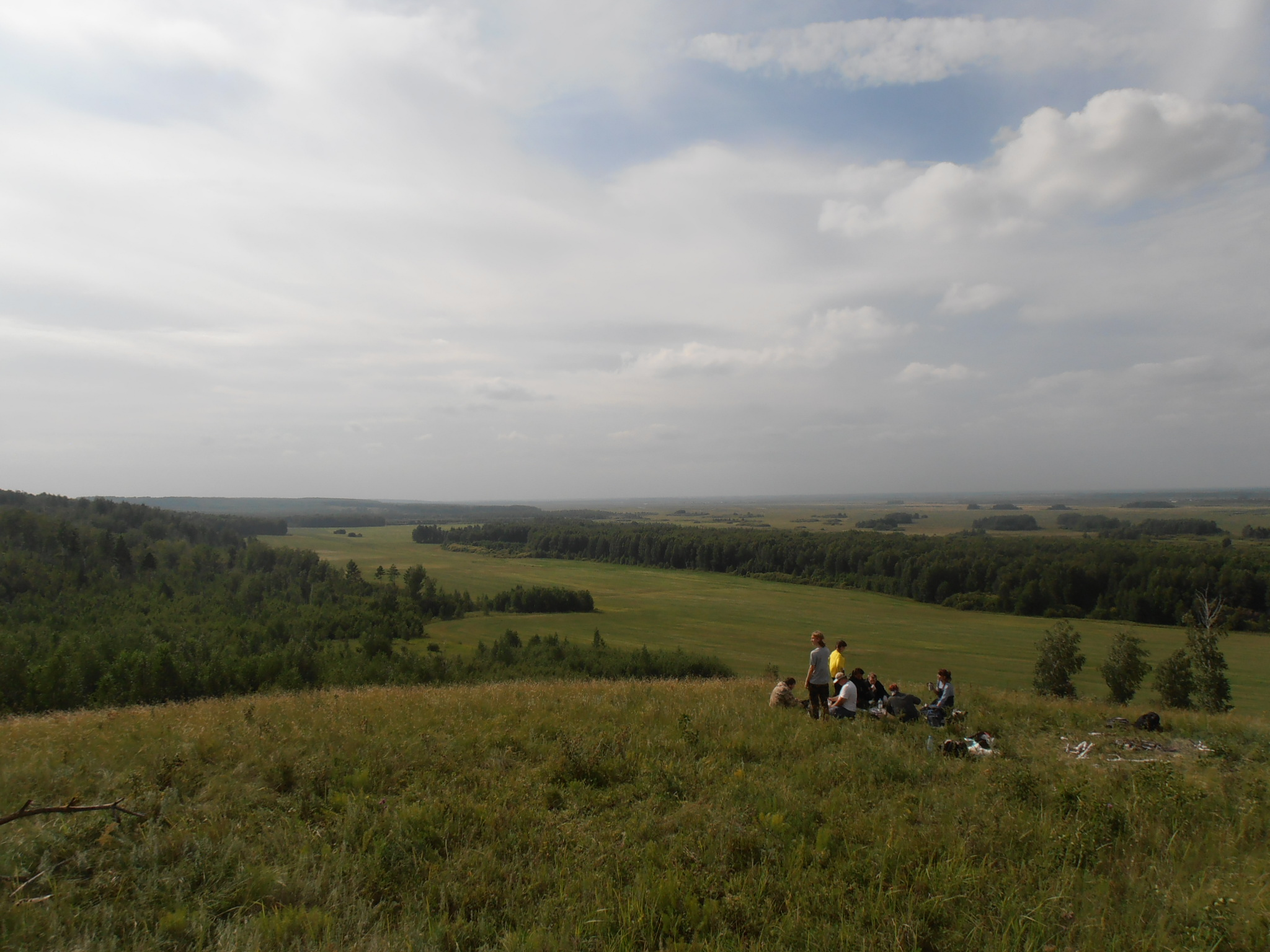
Vue depuis la haute terrasse de la rivière Iset

La vallée couvre une superficie d'environ 1 500 km². Elle a été formée à la suite de la fusion des vallées fluviales des rivières Tobol et Iset. Elle forme un trapèze sur une carte, avec un sommet s'étendant vers le nord-est. La longueur nord-sud est d'environ 55 km; sur l'axe est-ouest, il est de 20 à 45 km. En termes de relief, il ressemble à une cavité, qui est délimitée au nord par une haute terrasse de la rivière Iset, et à l'est par une terrasse de la rivière Tobol. Dans la partie centrale de la vallée coulent les rivières « Haute Ingala » et « Grande Ingala », qui sont des affluents de la rivière Iset.

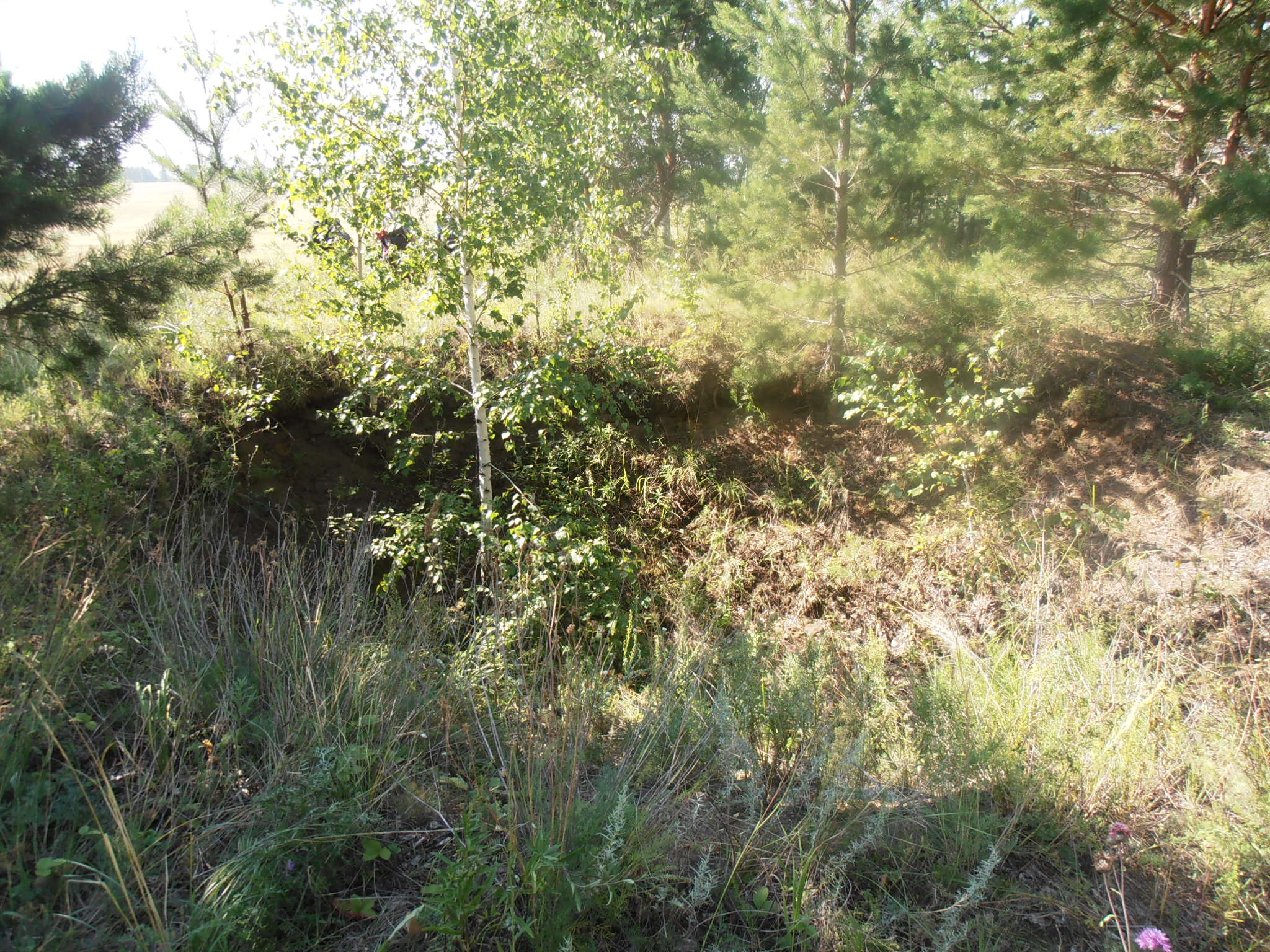
Le champ funéraire de Khripunova. Un trou laissé après le pillage d'une tombe.

## Historique
Les premiers explorateurs de la vallée étaient des « bugrovschiki », des pilleurs de tombes antiques. En 1669, le gouverneur du rang de Tobolsk Piotr Ivanovitch Godounov a raconté au tsar Alexeï Mikhaïlovitch que des objets en or, en argent et des ustensiles avaient été extraits des « tombes tatares » près de la rivière Iset. À la suite des vols par les pilleurs de tombes la plupart des trésors des kourganes sibériens sont perdus à jamais. 

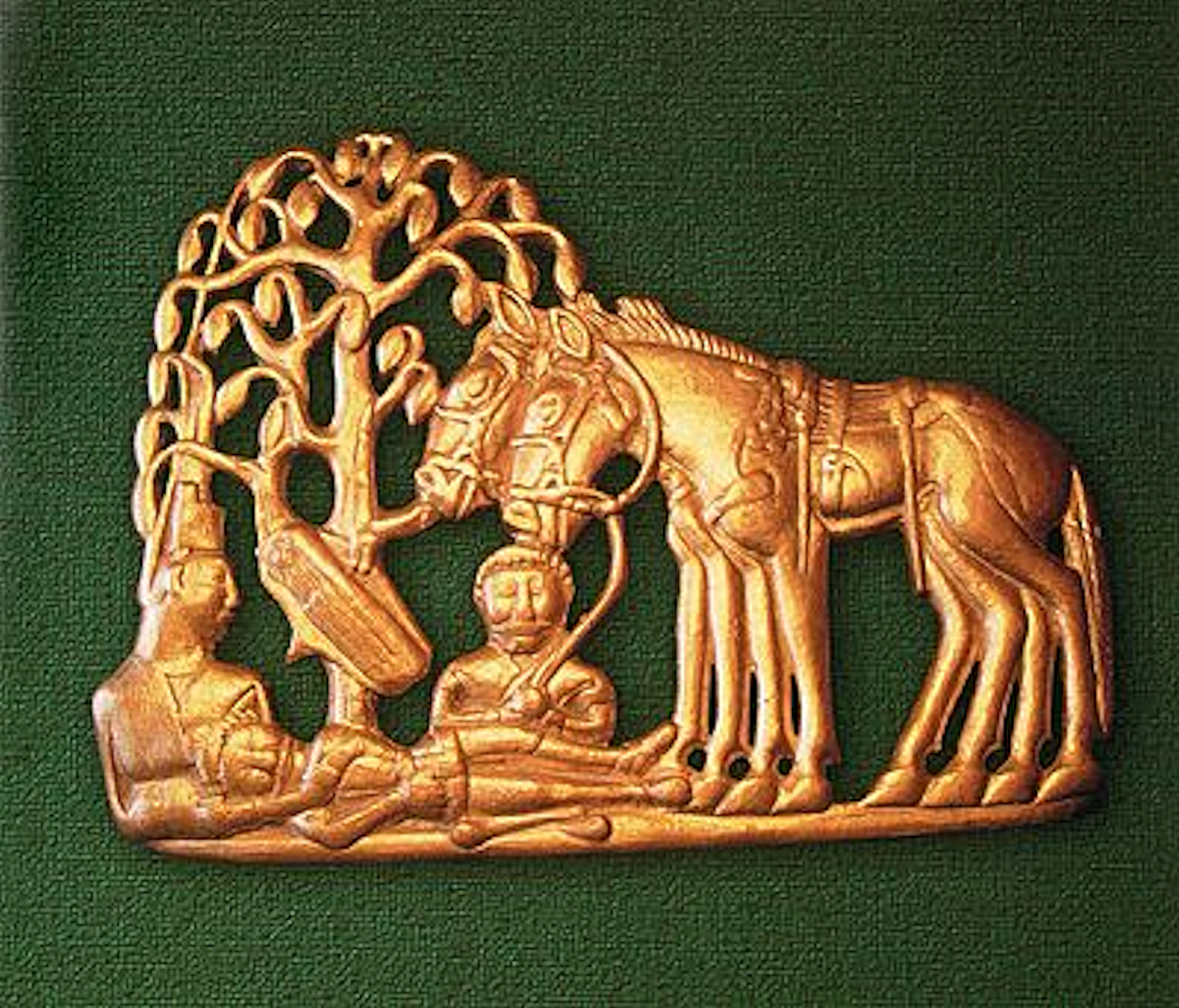
Plaque de ceinture de la collection sibérienne de Pierre le Grand : elle fut envoyée par MP Gagarine, gouverneur de Sibérie à Tobolsk, en 1716. Daté d'environ 300 av. J.-C.

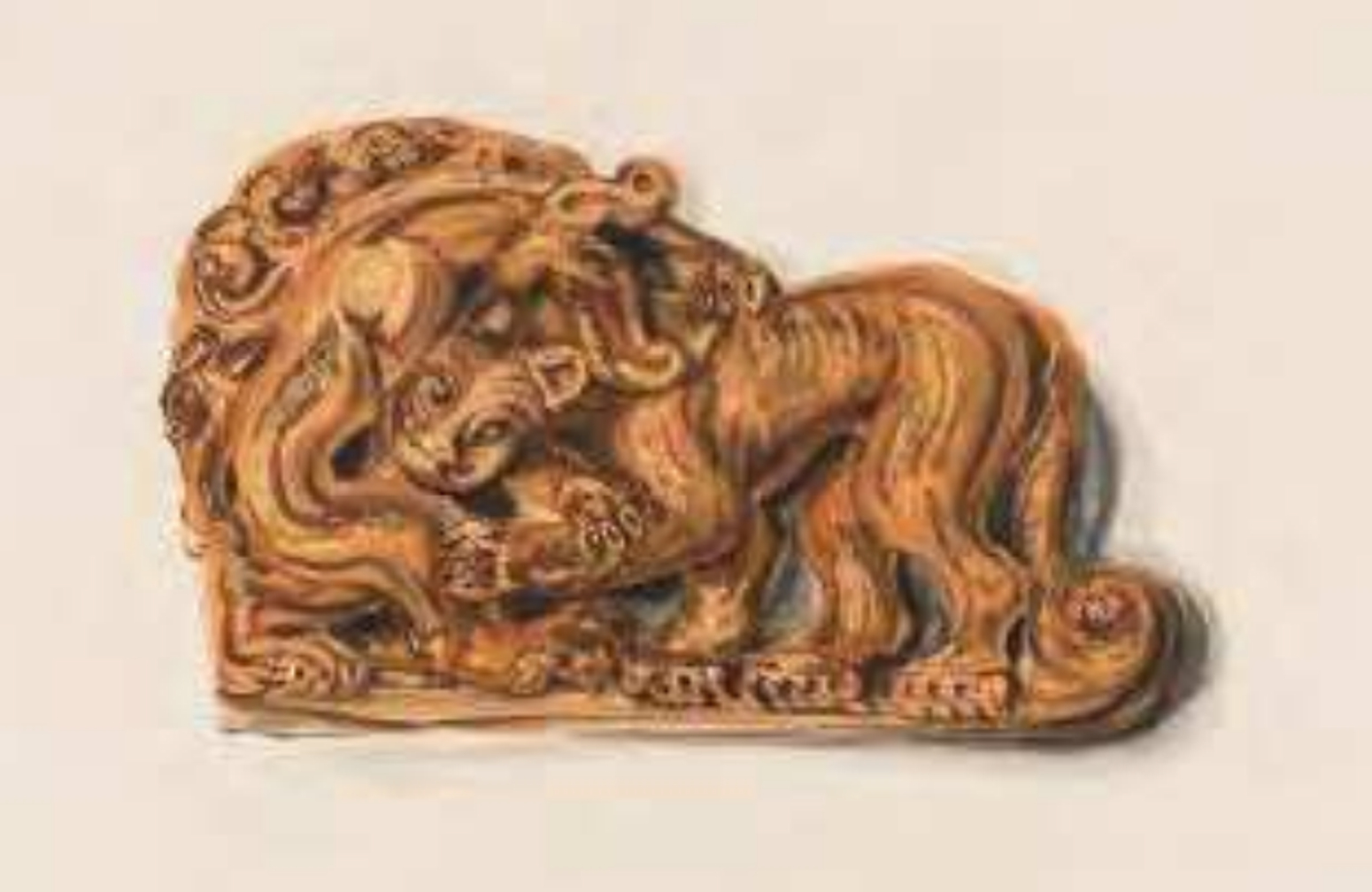
Dessin à l'aquarelle des années 1730 d'un conflit entre un tigre et un monstre, collection sibérienne de Pierre le Grand. Objet envoyé par MP Gagarine, gouverneur de Sibérie à Tobolsk, en 1716. Daté d'environ 300 av. J.-C. Musée de l'Ermitage, Si 1727 1-11.

En 1712, le commandant de Chadrinsk, le prince Vasily Meshchersky, a commencé à fouiller des kourganes pour obtenir des objets en or, en argent et en cuivre pour alimenter le trésor de l'État ruse sur ordre du gouverneur de Sibérie, le prince Matveï Petrovitch Gagarine (ru) . Au cours des années 1715-1717, le gouverneur Gagarine envoya à Pierre le Grand à quatre reprises des trésors sibériens. 250 pièces de bijoux en or antiques envoyées par Gagarine sont devenues connues sous le nom de collection sibérienne de Pierre le Grand, qui est maintenant exposée au musée de l'Ermitage dans la galerie de bijoux appelée « L'or scythe »,.
Quelques trésors extraits par les pilleurs sont apparus dans des collections privées à l'étranger. La plus célèbre était la collection du maire d'Amsterdam, Nicolaes Witsen ; une partie de celle-ci n'est connue que par des tables dessinées dans la troisième édition de son livre Noord en Oost Tartatye (1785), et la collection a été perdue après 1717.  
Le premier scientifique à prendre connaissance des découvertes de la vallée d'Ingala fut Daniel Messerschmidt, dont l'expédition dans le gouvernement de Sibérie eut lieu en 1719-1727. Gerhard Müller, qui visita la Sibérie en 1733-1743 avec la Grande Expédition du Nord, déclara que l'activité des pilleurs de tombes avait pris fin parce que les kourganes avaient été totalement pillés. Pierre Pallas pendant l'expédition académique (1768-1774) a décrit les kourganes Tyutrinskiy, Savinovskiy et Peschaniy-I. En 1861, Nikolaï Abramov publie les informations sur les kourganes et les collines fortifiées (ou oppida) des districts de Ialoutorovsk, Tioumensk et Kurgan. En 1890, Ivan Slovtsov a publié une liste des tumulus et des collines fortifiées du gouvernorat de Tobolsk, comprenant des informations sur les tumulus Krasnogorskiy-I et Krasnogorskiy Borok, ainsi que sur les forts des collines de Zmeevo et Lizunovo (Krasnogorskoe). En 1893, Axel Heikel fut le premier à découvrir des traces de la culture d'Andronovo près de Yalutorovsk. 
Les études sur la vallée ont repris en 1959 grâce au Premier ministre Kozhin. Une expédition de l'Université d'État de l'Oural (V. Frolov, T. Gasheva, VT Yurovskaya (Kovaleva), TG Bushueva, BB Ovchinnikova) se poursuit depuis 1962. En 1970-1980, l'exploration a été réalisée par VA Mogilnikov de l'instutut d'archéologie de d'académie des sciences de Russie, et aussi par Alexander V. Matveev, historien, et Zilina Usacheva de l'Université d'État de Tioumen, et par A. S. Sergeev de l'Institut d'histoire et archéologie de l'académie des sciences de Russie, secteur de l'Oural. 
En 1994, AV Matveev a identifié les limites naturelles de la vallée qui ont permis pour la première fois de la percevoir comme un complexe archéologique unifié.  L'année suivante, des recherches menées par l'expédition archéologique de Sibérie occidentale de l'institut du développement de la Sibérie, branche de l'académie des sciences de Russie  a commencé. Par décret du président de la Russie Boris Eltsine du 20 février 1995 n° 176, de nombreux sites archéologiques de la vallée d'Ingala ont reçu le statut de objets du patrimoine culturel d'importance fédérale en Russie. Entre 1995 et 2003, 300 nouveaux sites archéologiques ont été identifiés. 

Les archéologues au travail
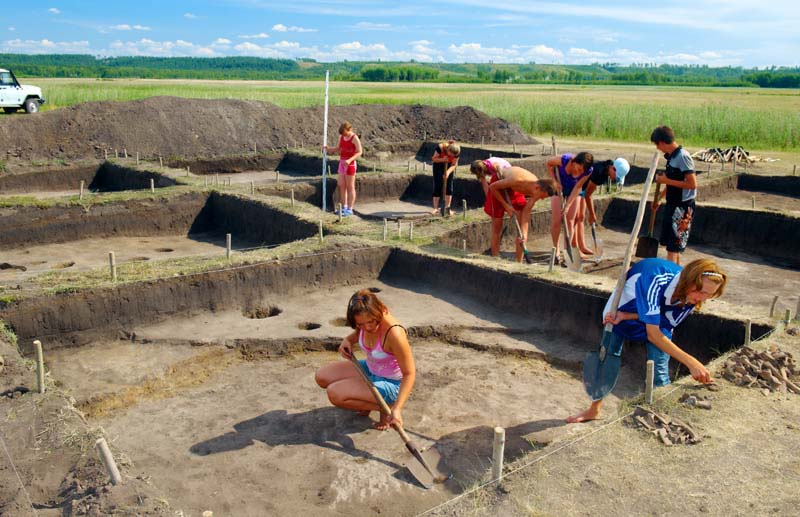
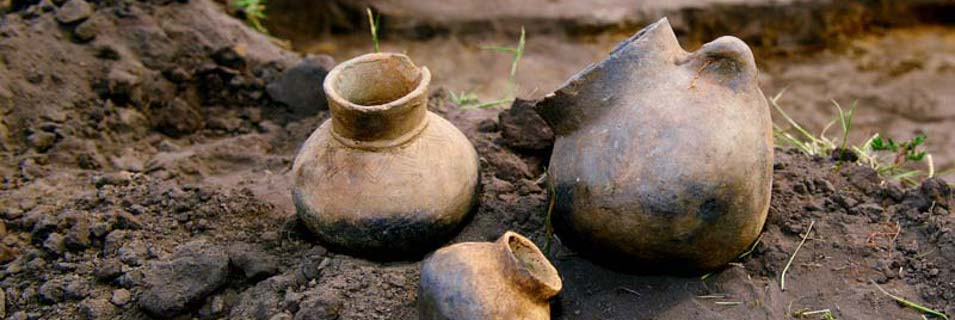
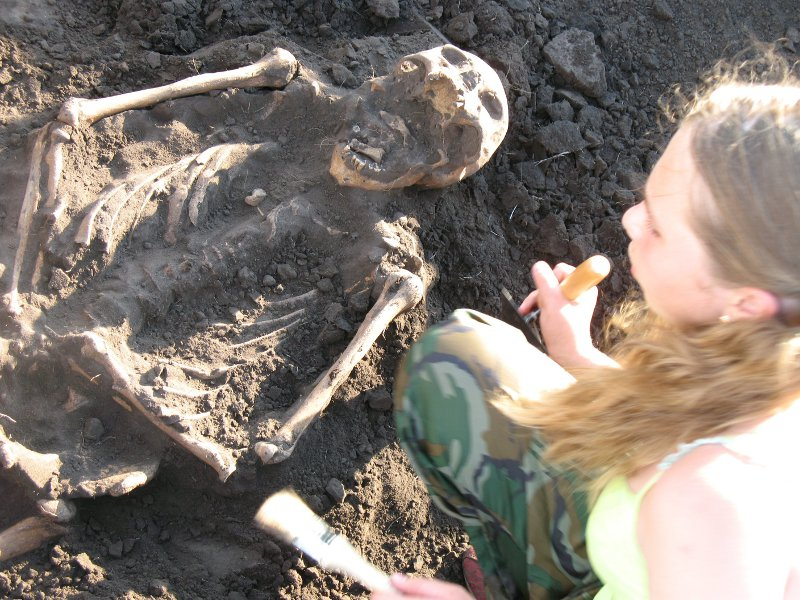

## Chronologie
En 2007, 549 sites archéologiques avaient été découverts dans la vallée d'Ingala. Le plus ancien remonte au Mésolithique.

### Mésolithique
Le Mésolithique est présenté dans la vallée d'Ingala avec les premiers gisements culturels du monument archéologique « Ostrov-II » . L’absence de datation au radiocarbone ne permet pas de fixer l’âge des découvertes. Par analogie avec d'autres campements ou établissements temporaires mésolithiques dans le sud de l'oblast de Tioumen (« Katenka » et « Zvezdniy »), le cadre chronologique des découvertes les plus anciennes dans la vallée se limite au 8e – 7e millénaire avant J.-C. 

### Néolithique
Le Néolithique présente 37 sites découverts lors des fouilles de l'habitat « Dvuhozernoe-I », du complexe rituel « Ostrov-II » et du champ funéraire « Old-Lybaevo-IV ». Six d'entre eux appartiennent à la culture archéologique de Koshkino, douze à la culture de Sosnovka-Ostrov, onze à celle de Boborykino, trois à celle de Poludenskoe et cinq n'ont pas d'attribution culturelle fiable. 

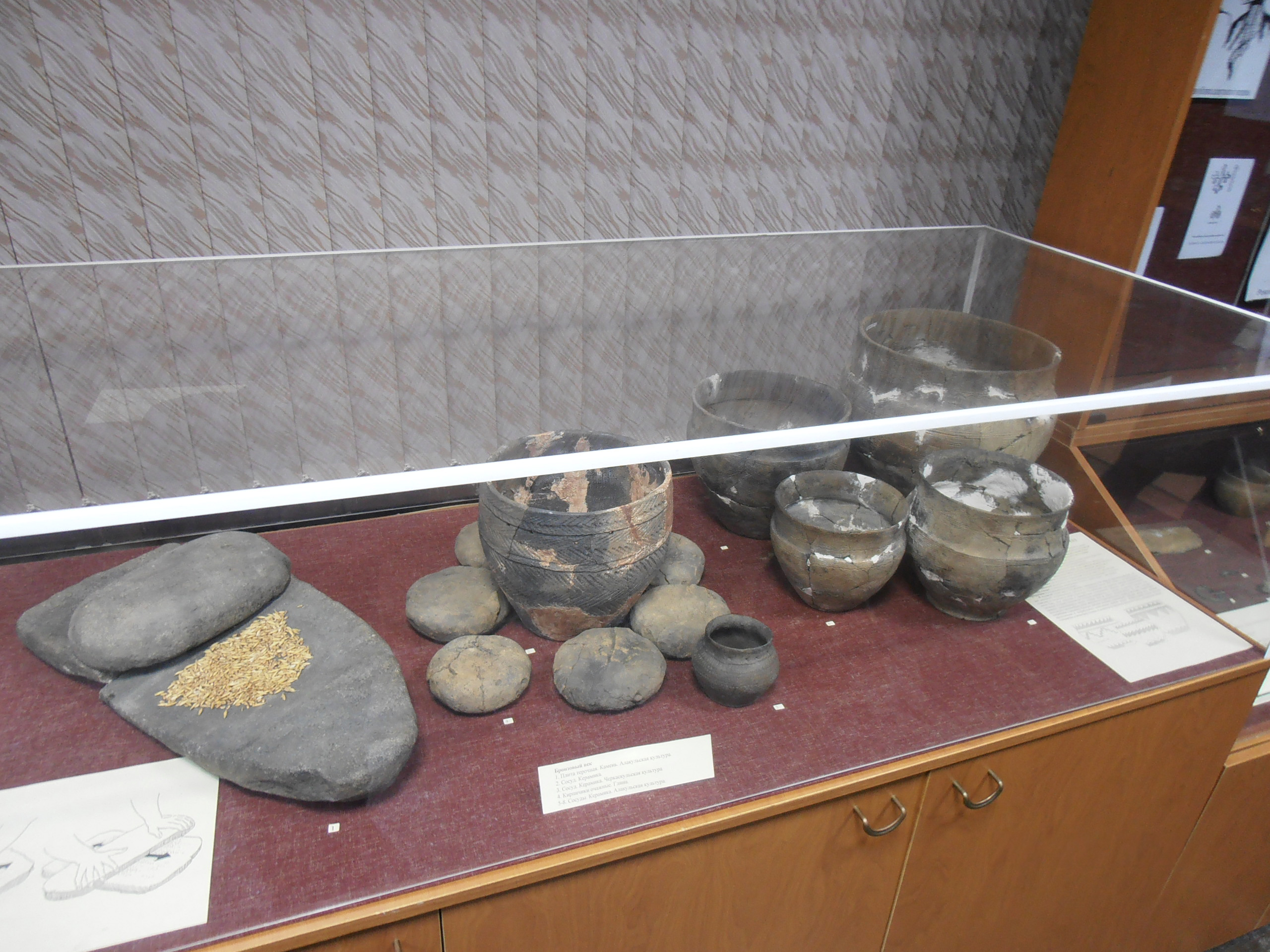
Objets de l'âge du bronze. Musée d'archéologie et d'ethnographie de l'Université d'État de Tioumen, 2013

Selon Evgeny Volkov, la culture néolithique la plus ancienne de la vallée d'Ingala doit être considérée comme celle de Koshkino (milieu du VIe millénaire av. J.-C. - fin du Ve millénaire av. J.-C. ), suivie de celle de Sosnovka-Ostrov (milieu du Ve millénaire av. J.-C. - IVe millénaire av. J.-C. ). La culture de Boborykino (fin du 5e millénaire av. J.-C. – fin du 4e millénaire av. J.-C.) a coexisté avec celles de Koshkinskino et de Sosnovka-Ostrov. Les monuments de la culture de Poludenskoe sont peu nombreux ; peut-être fonctionnaient-ils à une époque où la zone environnante était vide. 

### Âge du cuivre
Le Chalcolithique est représenté par 54 sites, dont 28 appartiennent à la culture Lybaevo, 12 à celle d'Andreevskoe et 14 n'ont pas reçu d'attribution fiable. 
Le Chalcolithique ancien (la période Buzan de la culture de Lybaevo) est identifié avec des artefacts du champ funéraire « Buzan-III » (3190 av. J.-C. ± 60 ans) et des habitats « Sazyk-IX » (3150 av. J.-C. ± 60 ans) et « Lipihinskoe-V ». L'artefact le plus remarquable du champ funéraire « Buzan-III » est les restes d'une bateau funéraire en bois plus de 5 m de long découvert en 1996, le plus ancien d'Eurasie du Nord.    Son âge est comparable à celui de Stonehenge 1 et à la période tardive de la culture de Cucuteni-Trypillia. Une réplique de la barque (Ladya) se trouve aujourd'hui dans la galerie archéologique de l'Ostrog Yalutorovsky.
Au cours du premier tiers du IIIe millénaire av. J.-C., des membres de la culture Andreevskoe ont pénétré dans la vallée en provenance de la province culturelle et historique de Toura, et jusqu'à la fin du 3e millénaire avant J.-C., les cultures Lybaevo et Andreevskoe ont évolué de manière synchrone. Eugène Volkov appelle cette phase la période Dvuhozerny de la culture de Lybaevo (représentée par les artefacts des colonies « Dvuhozernoe-I », « Lower Ingalinskoe-IIIa », « Ostrov-IIa » et « Upper Ingalsky Borok-II »). 

### Âge du bronze

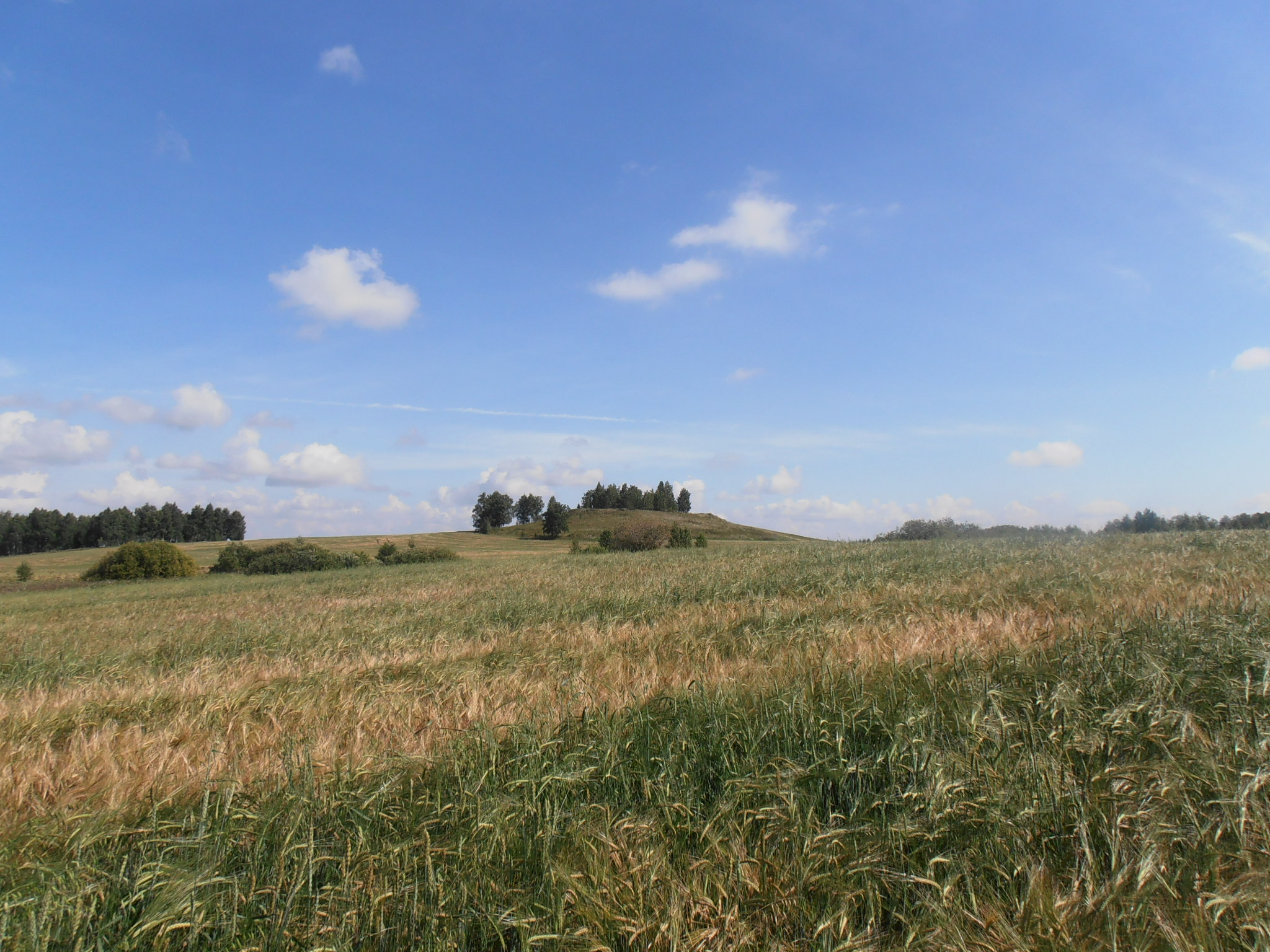
Le champ funéraire de Khripunova (district d'Isetsky). Culture Alakul. 2014

L'Âge du bronze dans la vallée est divisé en trois étapes. L'âge du bronze ancien (fin du 22e/début du 21e siècle av. J.-C. – milieu du 18e siècle av. J.-C.) est représenté par sept établissements de la culture de Tachkovo (une suite de celle d'Andreevskoe) et deux monuments de la culture d'Imbiryay. 
La période de la culture d'Andronovo est présentée avec 13 sites (quatre des cultures Alakul et Fedorovo et cinq de la culture Cherkaskul). Découvertes par Axel Heikel près de Yalutorovsk en 1893, les traces d'Alakul furent d'abord considérées comme la preuve d'attaques aléatoires d'escouade de ressortissants d'Alakul vers le nord. Mais les découvertes dans l'habitat « Uk-III » près de Zavodoukovsk et dans le champ funéraire de Khripunova près du village de Krasnogorskoe, découvertes à la fin du XXe siècle, ont forcé à considérer plus sérieusement la présence de la culture d'Andronovo dans la vallée d'Ingala.  Selon Alexandre Matveev, la culture d'Alakul se compose des étapes suivantes : Chistolebyazhsky, Alakul (développée), Kamyshinsky (tardive) et Amangeldinsky (transition vers la culture Fedorovo). Parmi ceux-ci, on a trouvé dans la vallée d'Ingala des vestiges de la période moyenne (le champ funéraire de Khripunova est le plus septentrional des cimetières d'Alakul,  le peuplement dit « Lower Ingalinskoe-III »), et de la période finale (le deuxième groupe de sépultures du champ funéraire de Khripunova, la colonie « Uk-III »), datés du deuxième quart du XVIIIe - milieu du XVIe siècle avant J.-C. Les antiquités de Fedorovo sont datées du milieu du XVIe à la fin du XIVe siècle avant J.-C. ; celles de Cherkaskul sont datées des XIIIe-XIe siècles avant J.-C. 
L'Âge du bronze tardif dans la vallée est présenté avec 24 vestiges, dont 12 appartiennent à la culture de Pakhomovo (bien qu'elle ait existé en synchronisation avec celle de Cherkaskul), sept appartiennent à la cvulture Barkhatovo, et cinq ne sont pas identifiés. La limite chronologique des antiquités de Barkhatovo (les colonies « Schetkovo-II » et Kolovski) s'étend du dernier quart du XIe siècle à la fin du VIIIe siècle av. J.-C. À la fin de l'âge du bronze, l'établissement de collines fortifiées a commencé dans la vallée d'Ingala, le plus ancien étant l'Ak-Pash-I.  La plus haute des collines fortifiées est le Lizunovo (Krasnogorskoe) dans le district d'Iset ; il est situé sur un promontoire avec une pente raide de près de 45 mètres de haut. Sa découverte a marqué le début d'une ouverture vers la culture de Barkhatovo.  

### Âge du fer

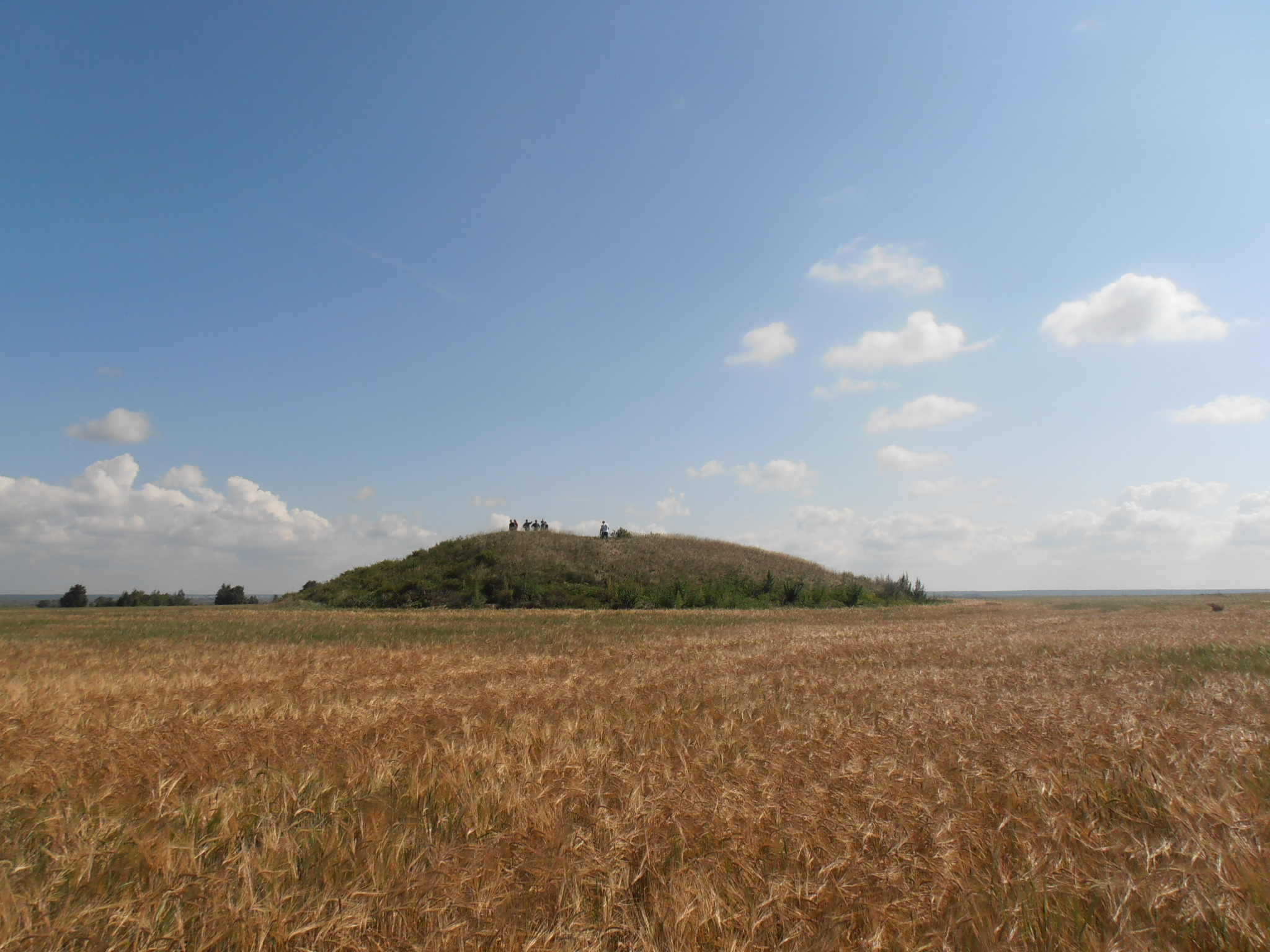
Kourgane Krasnogorsky-2 (district d'Isetsky). Culture Sargat, 2014

La période de transition de l'âge du bronze à l'âge du fer est présentée dans la vallée d'Ingala avec quatre sites de la culture Itkul (fin du VIIIe-Ve siècle av. J.-C.) et trois sites sans attribution culturelle durable.
Il existe dans la vallée 139 sites du début de l'âge du fer ; parmi eux, 30 appartiennent à la culture de Baitovo, 16 appartiennent à celle de Gorokhovo, 55 à la culture Sargat, un à celle de Kashino, et 37 n'ont pas d'attribution culturelle forte. Les tribus Baitovo (VIIe-Ve siècle av. J.-C.) étaient les successeurs de la culture Barkhatovo et ont coexisté avec les tribus Itkul et Gorokhovo, détruites par les Sargats. Le peuple Gorokhovo (originaire du 7e siècle avant J.-C.) n'a pas été immédiatement dissous par les Sargats et a coexisté avec eux jusqu'au 3e siècle avant J.-C. Si la culture Sargat a coexisté au stade précoce (Ve - début du IIIe siècle avant J.-C.) avec ses voisins, alors du IIe siècle avant J.-C. au Ve siècle après J.-C., les Sargats n'ont pas de rivaux dans toute la zone de latitude moyenne au-delà de l'Oural. 
Les kourganes de la vallée sont tout d'abord associés aux Sargats (et en partie aux tribus Baitovo). Le nombre de kourganes atteint 177, le diamètre de chacun d'eux dépassant les 60 m.  De nombreux kourganes contiennent des objets hautement artistiques en or, en argent, en pierres précieuses et de nombreuses décorations réalisées dans les ateliers de l'Égypte ancienne, les États esclavagistes de la côte nord de la mer Noire et l’Asie centrale.  Ainsi, lors des fouilles du champ funéraire de Tyutrinsky près du village de Suerka en 1981, Natalya et Alexander Matveevs ont trouvé des perles de spinelle bleue, qui n'est produit qu'en Hindoustan, au Sri Lanka et à Bornéo, ainsi qu'une miniature (moins de 2 cm de longueur) amulette en faïence d'Harpocrate (tradition hellénistique d'une image du dieu égyptien antique Horus).  Selon Alexander Matveev, la richesse des kourganes des Sargats pourrait indiquer que la vallée d'Ingala était un lieu de sépulture de représentants d'une ou plusieurs familles « royales » Sargat au début de l'ère chrétienne, qui avaient une source d'enrichissement provenant du contrôle de l'approvisionnement en biens stratégiques le long de la route de la soie. 
Un village Sargat découvert dans la zone « Copper Borok » couvre une superficie de 15,5 ha, ce qui le fait considérer comme une ville. 

### Moyen-Âge
Le Moyen Âge est représenté dans la vallée par 21 vestiges, dont sept appartenant à la culture Bakal (IXe-XVe siècle) et quatre appartenant à Yudino (Xe-XIIIe siècle). Dix sites n’ont pas d’attribution culturelle. On pense que les cultures Bakal et Yudino ont coexisté, mais il est nécessaire de justifier la date antérieure de la culture Bakal pour combler le vide des 300 ans après la disparition des Sargats au 5e siècle.

## Galerie
- Le monument naturel régional &amp;#x22; Le ravin Marisko &amp;#x22;

Le monument naturel régional &#x22; Le ravin Marisko &#x22;
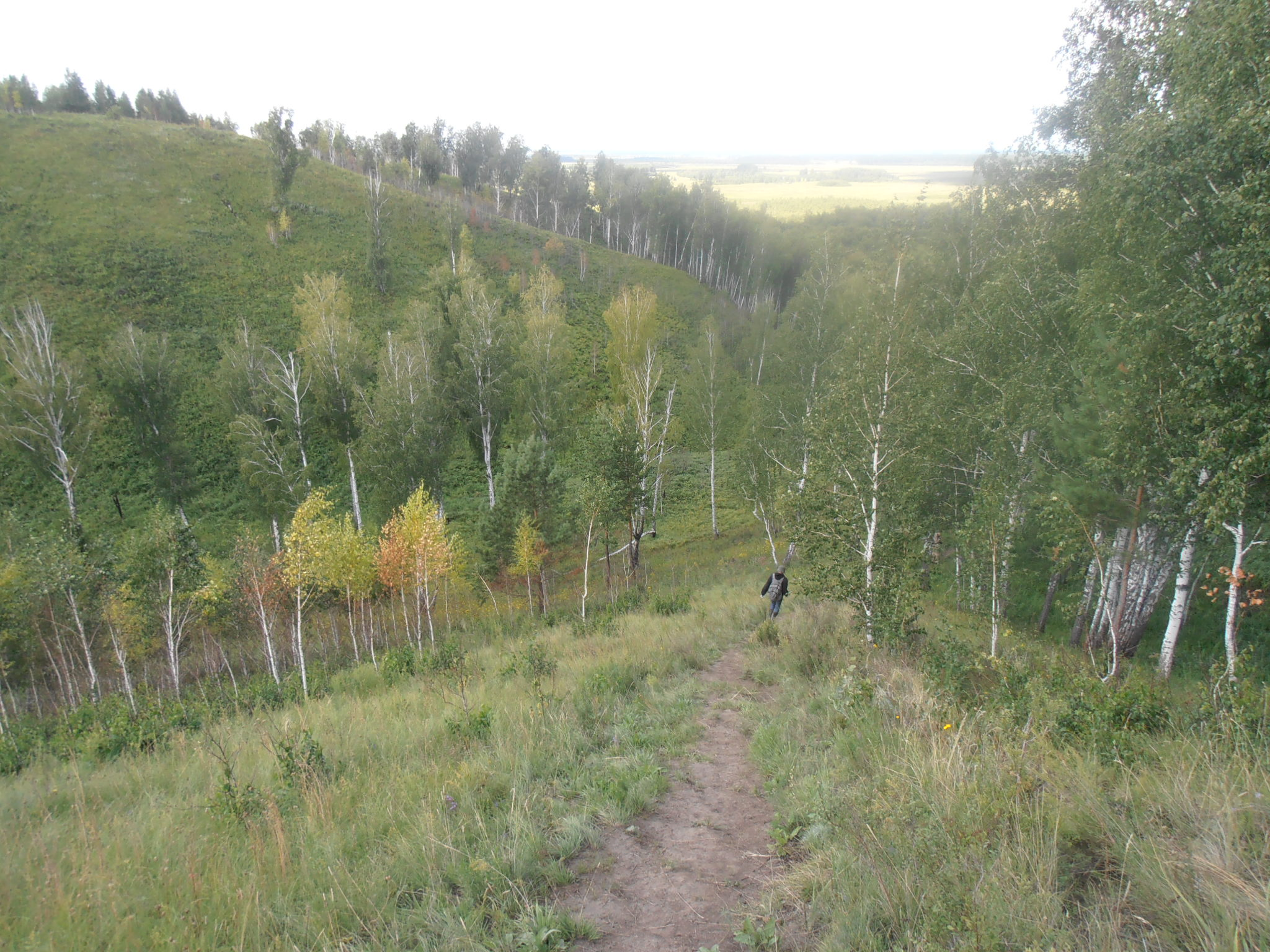
Une descente sur le versant droit
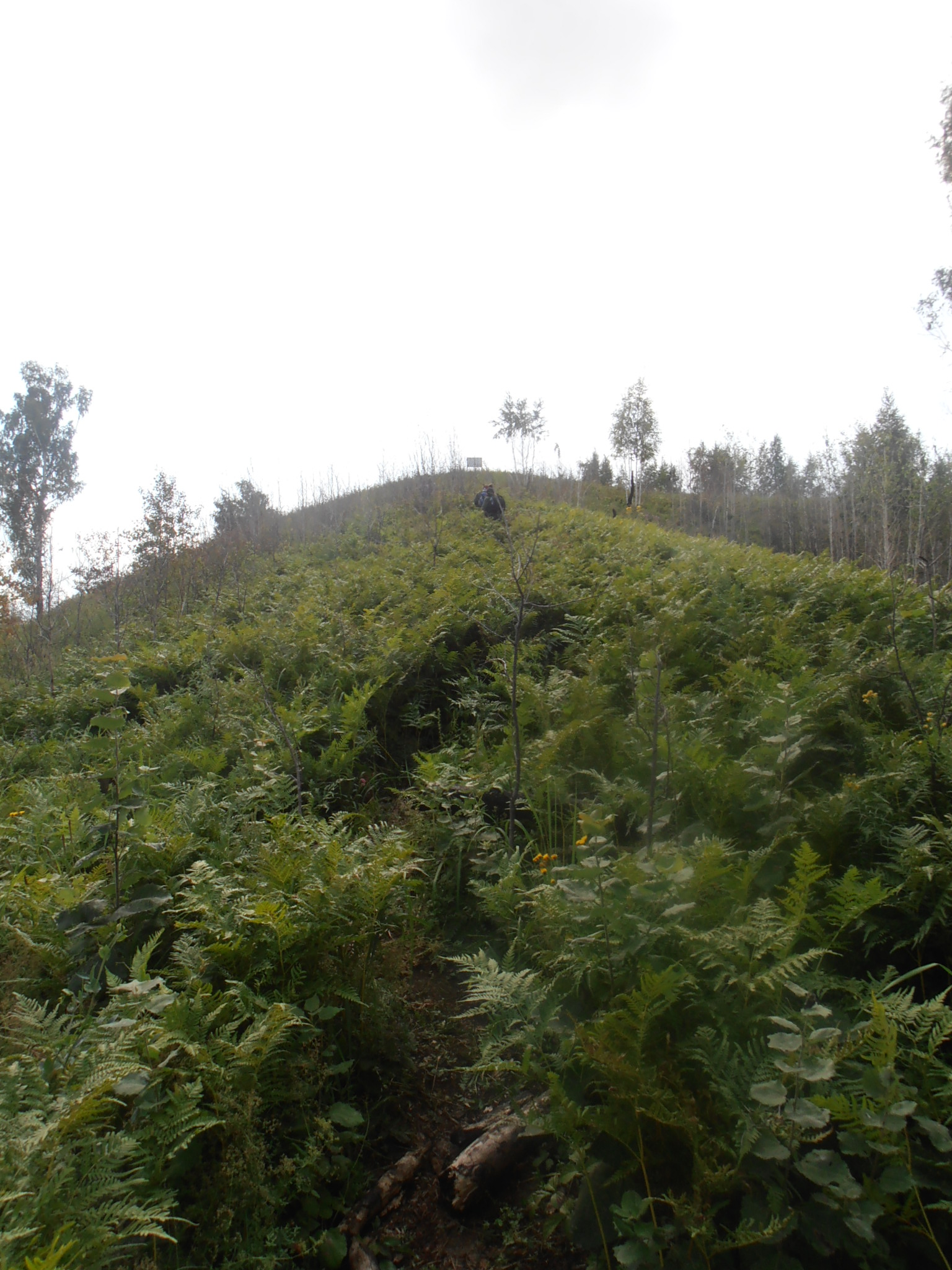
Une montée du versant gauche
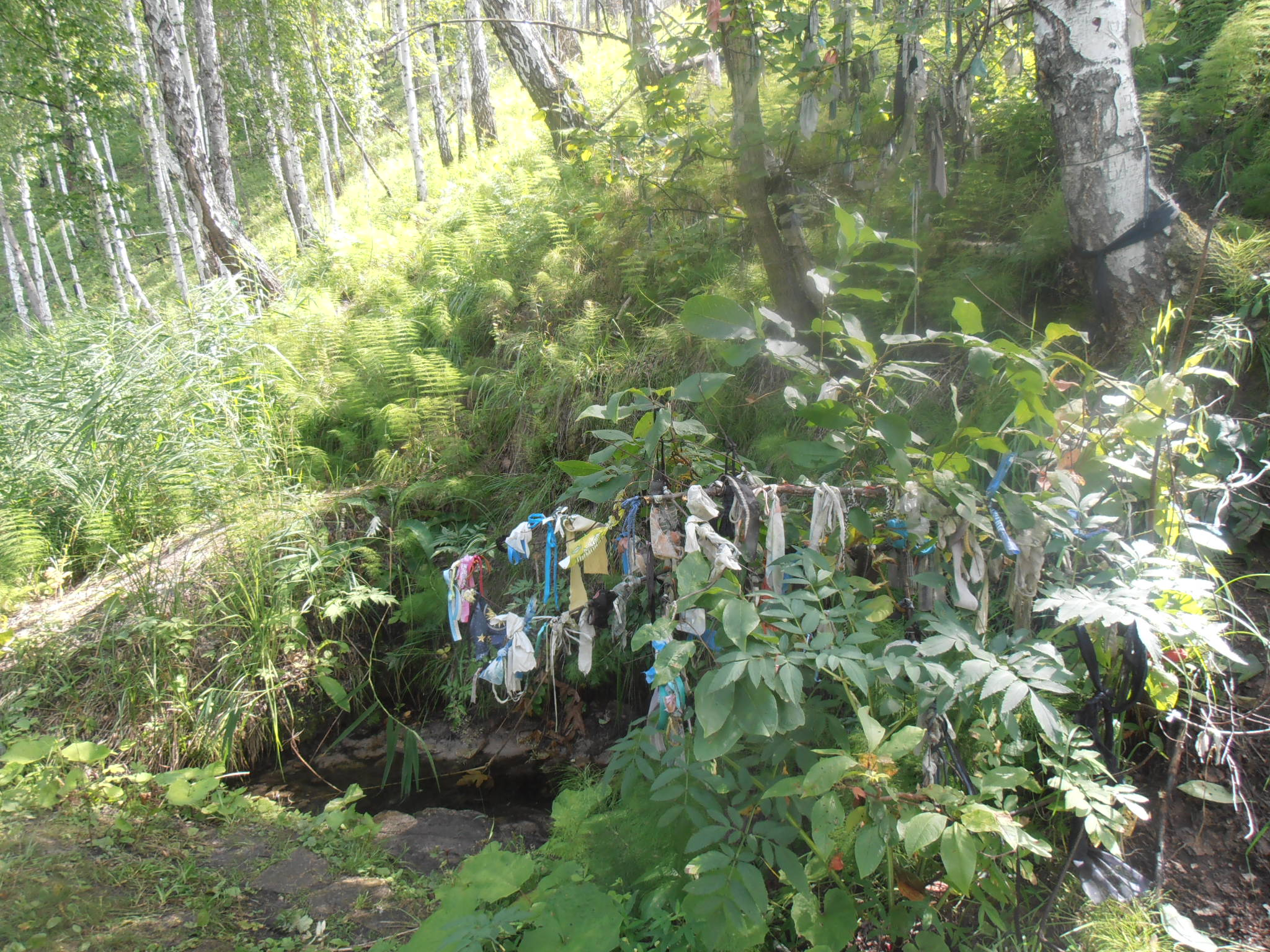
Une source au fond du ravin. L'arbre du « mariage »

## Visites touristiques
Les touristes peuvent être intéressés par la visite des zones protégées et des objets du patrimoine culturel situés dans la vallée. Ainsi, les kourganes de Buzan, Zinovskiy et Khokhlovskiy dans le district de Yalutorovsky et le ravin de Mary situé dans le district d'Isetsky sont des monuments naturels d'importance régionale. La liste des objets du patrimoine culturel d'importance fédérale dans la vallée d'Ingala comprend :

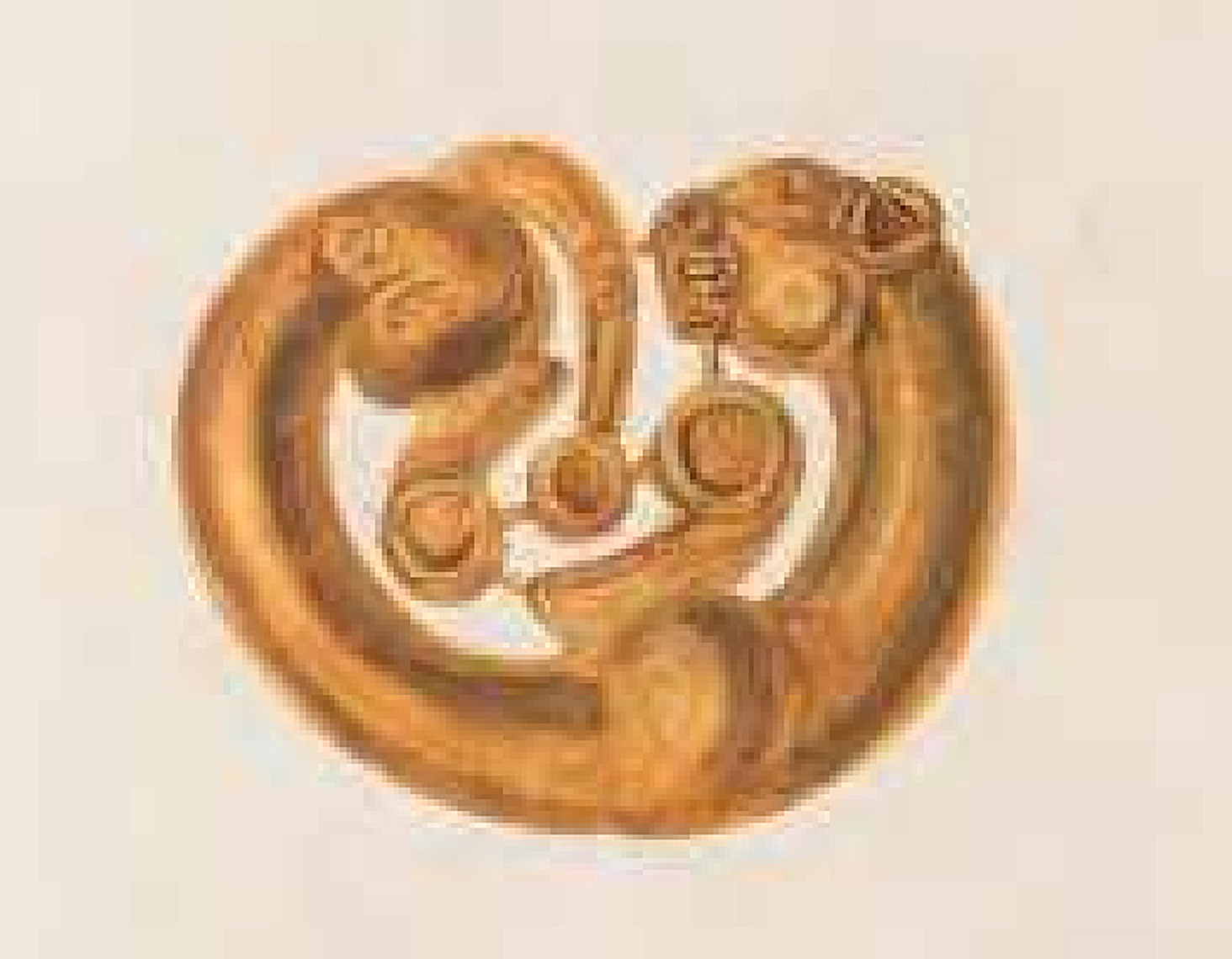
Dessin à l'aquarelle des années 1730 d'une panthère enroulée, collection sibérienne de Pierre le Grand. Objet envoyé par MP Gagarine, gouverneur de Sibérie à Tobolsk, en 1716. Daté du 7e siècle avant J.-C. Musée de l'Ermitage, Si 1727 1-88

- dans le district de Zavodooukovsk :
  - habitat « Gilyova-VIII »,
  - village fortifié « Gilyova-VI »,
  - complexe de monuments - les collines foretifiées « Old-Lybaevo-I », « Old-Lybaevo-II » et « Ustyug-II », les groupes de kourganes « Ostrov », « Old-Lybaevo-IV », « Old-Lybaevo-V », « Old-Lybaevo-VI » et « Ustyug-I », les habitats « Old-Lybaevo-VII », « Old-Lybaevo-IX », « Ustyug-III », « Uk-VIII », « Uk-IX », « Uk-X », « Uk-XI », « Uk-XII », « Uk-XIII », « Uk-XIV », « Uk-XV » et « Old-Lybaevo-III » ;
- dans le district d'Isetsky :
  - les sites archéologiques des villages « Kolovskaya » et « Slobodo-Beshkilskoe »,
  - le champ funéraire « Krasnogorsky-I »,
  - les habitats « Kolovskaya-I » et « Kolovskaya-II » ;
- dans le district d'Uporovo :
  - le groupe de kourganes « Bugorki-I », le village « Borovushka-I », le campement « Borovushka-III »,
  - les habitats « Ingalinka-I »,
  - le champ funéraire « Pushkarevsky-I »,
  - la colline fortifiée « Skorodum ».

Il existe un camp scolaire archéologique « Issedon » dans le district d'Isetsky et « Lukomorye » à Zavodoukovsk,. Le musée d'histoire de Zavodoukovsk propose une exposition « Les secrets de la vallée d'Ingala » et une excursion estivale en voiture « Un patrimoine archéologique de la vallée d'Ingala » le long d'un chemin Zavodoukovsk - Lybaevo - sites archéologiques - Ingal inférieur (avec transport du client),.

### Publications scientifiques
- (ru) Adaev, « К реконструкции лодки из энеолитического могильника Бузан-3 в Ингальской долине (интерпретация с использованием данных этнографии) », AB ORIGINE: проблемы генезиса культур Сибири, Tyumen, Russia, Publishing house "Три Т", no 2,‎ 2008, p. 169–187 (lire en ligne, consulté le 2 septembre 2015)
- (ru) Anoshko O. M. « К вопросу о происхождении и периодизации бархатовской культуры позднего бронзового века лесостепного Зауралья » [« On the origin and periodization of the Barkhatovo culture of the late Bronze Age in Trans-Urals steppe »] (2001)  (lire en ligne, consulté le 18 décembre 2024)
—XLI Региональная археолого-этнографическая студенческая конференция (lire en ligne)
— « (ibid.) », dans Историко-культурное наследие Северной Азии: Итоги и перспективы изучения на рубеже тысячелетий, Barnaul, Russia, [[Université d'État de l'Altaï], p. 262–264
- (ru) Bakhareva T. N. « Алакульская керамика Хрипуновского могильника » [« The Alakul ceramic of the Khripunova grave field »] (2001)  (lire en ligne, consulté le 18 décembre 2024)
—XLI Региональная археолого-этнографическая студенческая конференция (lire en ligne)
— « (ibid.) », dans Историко-культурное наследие Северной Азии: Итоги и перспективы изучения на рубеже тысячелетий, Barnaul, Russia, Université d'État de l'Altaï, p. 228–231
- (ru) Alexander Matveev, « Ингальская долина » [« Ingala Valley »], dans Gennady Kutsev, Большая Тюменская энциклопедия, Tyumen, Russia,‎ 2004a (ISBN 5-88664-171-8), p. 20
- (ru) Matveev, « Снова об Ингальской долине », Наука в Сибири, Novosibirsk, Russia, Siberian Branch of the Russian Academy of Sciences, nos 1–2,‎ 9 janvier 1998 (lire en ligne [archive du 25 avril 2013], consulté le 2 septembre 2015)
- (ru) Matveeva N. P., Volkov E. N. et Ryabogina N. E., Древности Ингальской долины: Новые памятники бронзового и раннего железного веков, Novosibirsk, Russia,‎ 2003
- (ru) Eugene Volkov, Комплекс археологических памятников Ингальская долина [« Le complexe des vestiges archéologiques de la vallée d'Ingala »], Novosibirsk, Russia,‎ 2007 (ISBN 978-5-02-031090-2)
- (ru) Eugene Volkov, Комплекс древних и средневековых памятников Ингальская долина (thèse), Tyumen, Russia, Institute of Northern Development of the Siberian Branch of the Russian Academy of Sciences,‎ 2006 (lire en ligne)

### Ouvrages grand public
- (ru) S. Krivosheev, « Истинные арийцы. Тюменские историки считают, что нашли прародину легендарных ариев », Итоги, Moscow, Russia, no 32,‎ 1996 (lire en ligne [archive du 1er décembre 2016], consulté le 5 septembre 2015)
- (ru) A. V. Matveev, Археологический комплекс "Ингальская долина": путешествия во времени, Tyumen, Russia,‎ 2006
- (ru) Alexander Matveev, Затерянный мир Ингальской долины, Tyumen, Russia,‎ 2004 (ISBN 587591-042-9, lire en ligne)
- (ru) Tatiana Pankina, « Ингальская долина: почувствуйте себя немножко царями », Вслух.ру, Tyumen, Russia,‎ 1er novembre 2006 (lire en ligne [archive du 6 septembre 2017], consulté le 5 septembre 2015)
- (ru) Tatiana Pankina, « Легенды Ингальской долины », Отдых в России, Moscow, Russia, no 39,‎ 2007 (lire en ligne [archive du 11 mars 2016], consulté le 5 septembre 2015)
- (ru) Pavel Sitnikov, « Марьино ущелье или Где растут сибирские орхидеи », Мегатюмень.ру, Tyumen, Russia,‎ 15 juin 2011 (lire en ligne, consulté le 5 septembre 2015)
- (ru) Larisa Spitsyna, « Зов веков », Поиск, Moscow, Russia, Académie des sciences de Russie,‎ 22 décembre 2006 (lire en ligne [archive du 25 avril 2013], consulté le 5 septembre 2015)
- (ru) Todor Voinskiy, « Загадочный мир Ингальской долины », АиФ в Западной Сибири, Tyumen, Russia,‎ 14 juillet 2010 (lire en ligne, consulté le 5 septembre 2015)
- (ru) Todor Voinskiy, « Сокровища Саргатии », Тюменская правда, Tyumen, Russia,‎ 28 septembre 2011 (lire en ligne, consulté le 5 septembre 2015)